# Flaga Amsterdamu
Flaga Amsterdamu – oficjalna flaga Amsterdamu, stolicy Holandii od 5 lutego 1975. Składa się z trzech poziomych, równoległych pasów, o równej szerokości i długości. Górny i dolny pas jest w kolorze czerwonym, środkowy w kolorze czarnym i widnieją na nim trzy białe krzyże świętego Andrzeja. Proporcje flagi wynoszą 2:3. Wygląd flagi nawiązuje do herbu Amsterdamu.

## Galeria

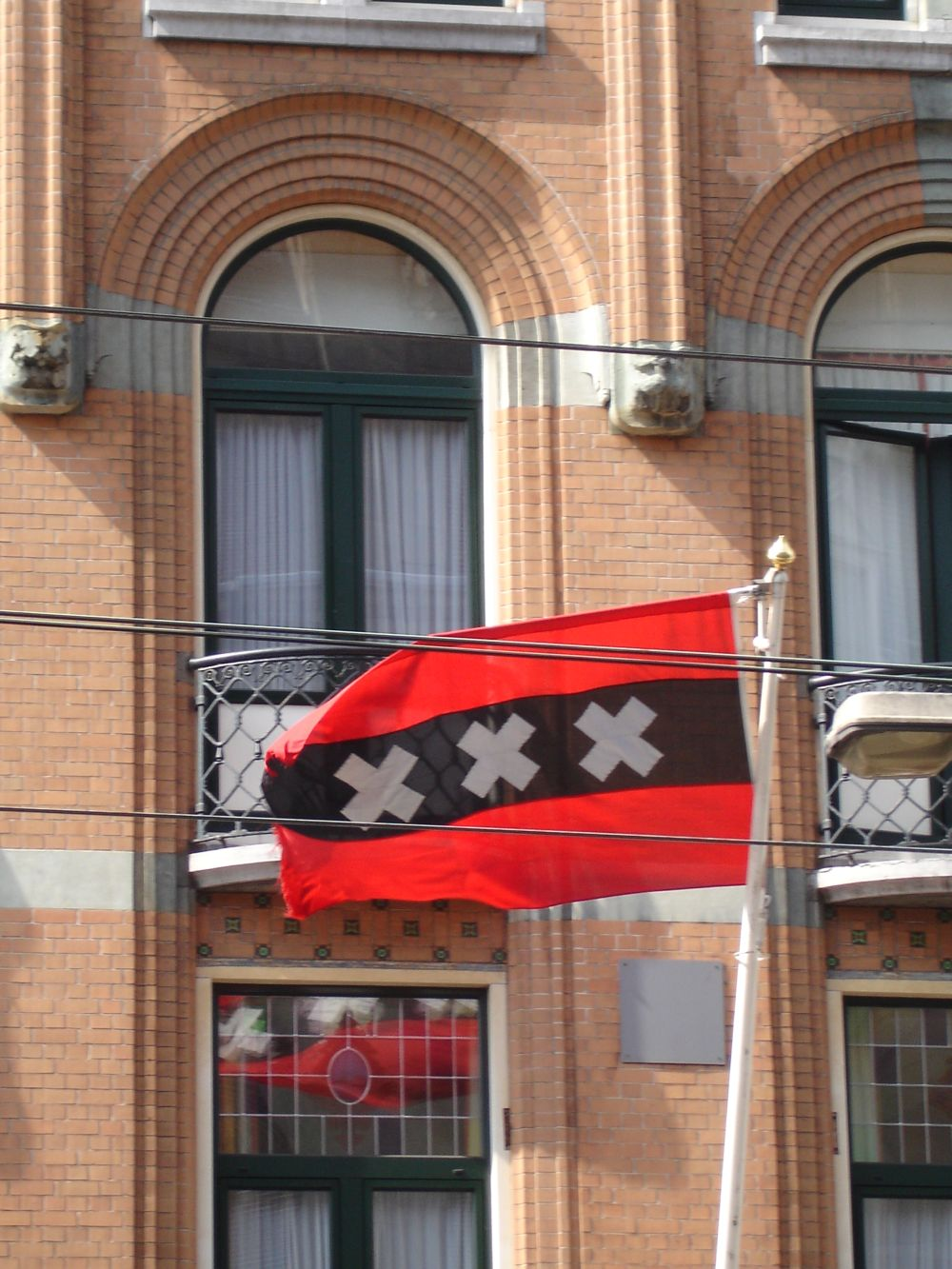
Flaga Amsterdamu na wietrze
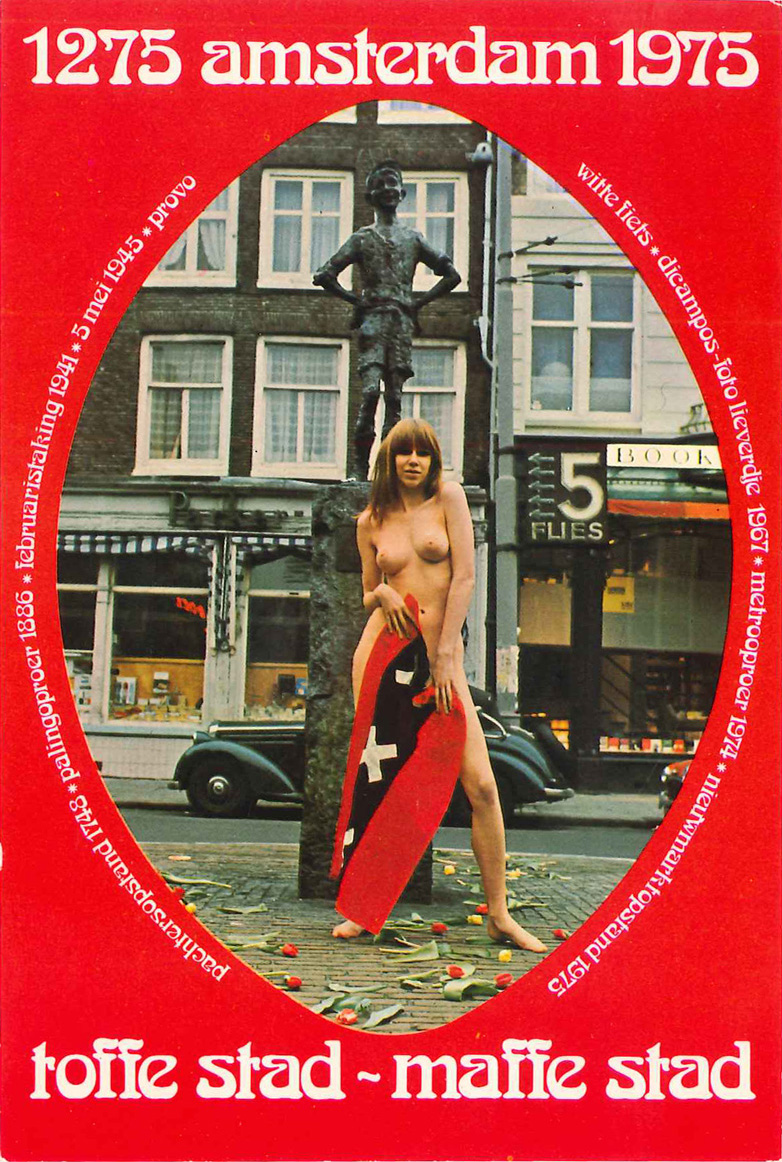
Flaga Amsterdamu prezentowana w latach 70. przez holenderską artystkę Phil Bloom z napisem „fajne miasto, szalone miasto”
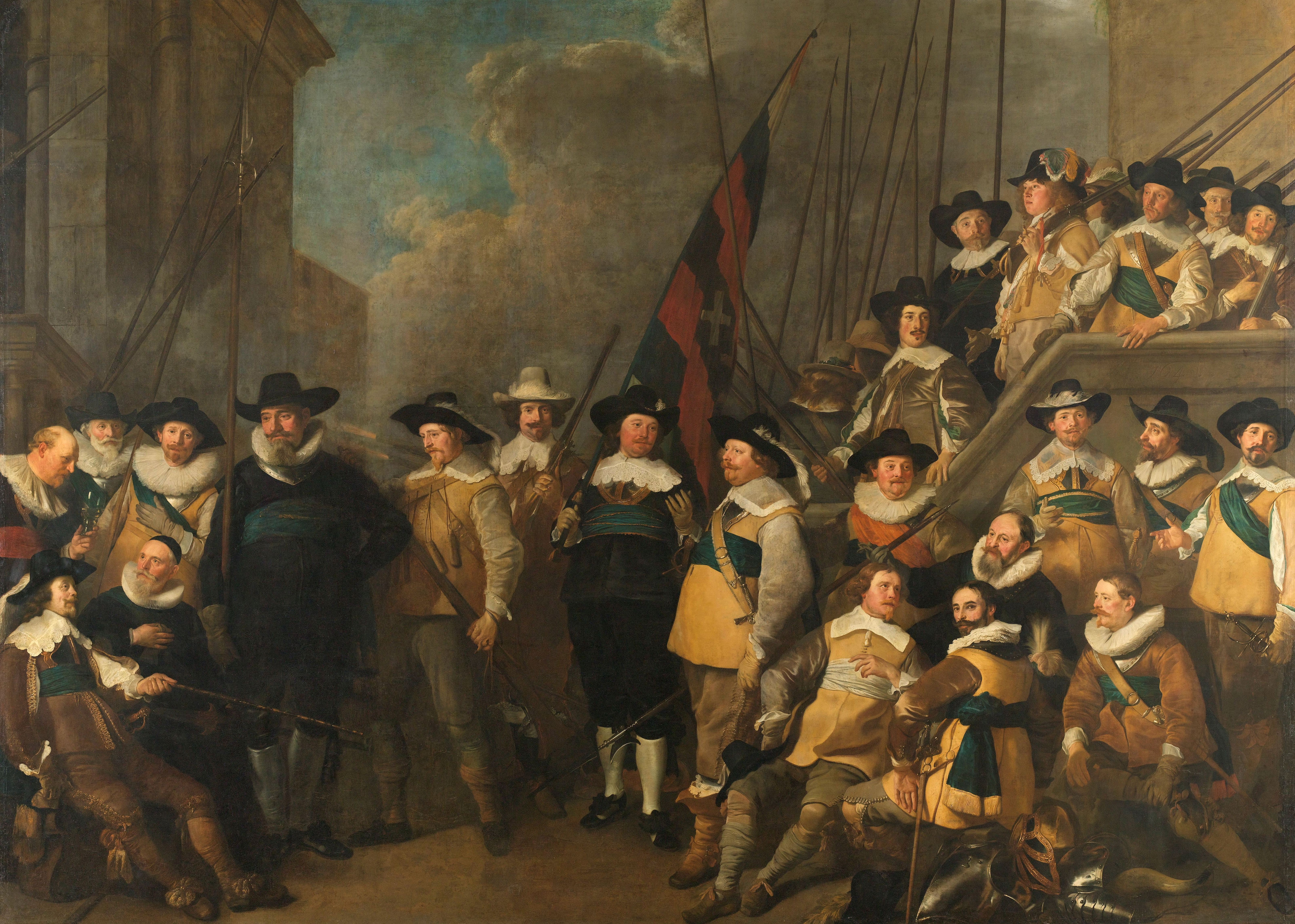
Flaga Amsterdamu na XVII wiecznym obrazie Jacoba Backera pt. Oficerowie i marynarze kompanii kapitana Cornelisa de Graeffa i porucznika Hendricka Lauwrensza